# 大垣兵次
大垣 平次（おおがき へいじ、1854年7月2日（安政元年6月8日）- 1939年（昭和14年）2月11日）は、明治から昭和前期の農業経営者、政治家。衆議院議員。

## 経歴
加賀国石川郡徳光村（石川県石川郡徳光村、御手洗村、松任町、松任市を経て現白山市徳光町）で、豪農・大垣兵三郎の長男として生まれた。農業を営む。
1879年（明治12年）4月、石川県会議員に選出され、通算5期在任し、1888年（明治21年）10月まで務め、同常置委員にも選ばれた。1890年（明治23年）7月、第1回衆議院議員総選挙（石川県第1区、立憲改進党）では次点で落選し、1892年（明治25年）2月の第2回総選挙（石川県第1区、中央交渉会）で当選し、衆議院議員に1期在任した。
1904年（明治37年）東京法学院大学（現中央大学）法律科を卒業した。その他、加能汽船取締役、東別院（真宗大谷派金沢別院）の世話役などを務めた。

## 石川県会選挙歴
- 1期：1879年4月当選[5]
- 2期：1882年6月当選[5]
- 3期：1883年4月当選[5]
- 4期：1883年7月当選[5]
- 5期：1885年1月当選 – 1888年10月退職[5]